# گرگ ویسمن
گرگ ویسمن (انگلیسی: Greg Weisman؛ زادهٔ ۲۸ سپتامبر ۱۹۶۳) یک تهیه‌کننده تلویزیونی، و پدیدآور اهل ایالات متحده آمریکا است. از محبوب‌ترین کارهای وی در زمینه تلویزیون می‌توان به کارگردانی انیمشن‌های سریالی از روی کمیک‌های دی سی کامیکس اشاره کرد.